# Ojós
Ojós település Spanyolországban, Murciában. Ojós Ricote, Blanca, Ulea, Villanueva del Río Segura és Campos del Río községekkel határos. Lakosainak száma 532 fő (2024).

## Népesség
A település népessége az elmúlt években az alábbi módon változott:
| Lakosok száma | 584  | 601  | 626  | 584  | 562  | 518  | 494  | 500  | 522  | 532  |
|               | 2001 | 2004 | 2007 | 2009 | 2012 | 2014 | 2017 | 2019 | 2022 | 2024 |